# Gonamytta hintheliana
Gonamytta hintheliana är en insektsart som först beskrevs av Griffini 1908.  Gonamytta hintheliana ingår i släktet Gonamytta och familjen vårtbitare. Inga underarter finns listade i Catalogue of Life.